# هنري كراوز
هنري كراوز (بالإنجليزية: Henry Krause)‏ هو لاعب كرة قدم أمريكية أمريكي، ولد في 28 أغسطس 1913 في سانت لويس في الولايات المتحدة، وتوفي في 1 فبراير 1987.

## وصلات خارجية
- هنري كراوز على موقع مرجع كرة القدم المحترفة.كوم (الإنجليزية)